# Minostowice
Minostowice – wieś w Polsce położona w województwie świętokrzyskim, w powiecie kieleckim, w gminie Chmielnik.
| SIMC    | Nazwa  | Rodzaj    |
| ------- | ------ | --------- |
| 0235097 | Błonie | część wsi |
| 0235105 | Górka  | część wsi |

W latach 1975–1998 miejscowość administracyjnie należała do województwa kieleckiego.